# Ghost Patrol
Ghost Patrol (titlu original: Ghost Patrol) este un film SF american din 1936 regizat de Sam Newfield. În rolurile principale joacă actorii Tim McCoy, Claudia Dell și Walter Miller.

## Prezentare
Un om de știință genial a inventat o mașină care face ca avioanele să se prăbușească. El o folosește asupra avioanelor încărcate cu obiecte de valoare.

## Distribuție
- Tim McCoy ca Tim Caverly
- Claudia Dell ca Natalie Brent
- Walter Miller ca Ted Dawson
- Wheeler Oakman ca Kincaid
- James P. Burtis ca Henry Brownlee
- Lloyd Ingraham ca Prof. Jonathan Brent
- Dick Curtis ca Henchie Charlie